# Qəbələ
Qəbələ – miasto w północnym Azerbejdżanie, stolica rejonu Qəbələ. Populacja wynosi 14,1 tys. (2022).